# Galium glabrescens
Galium glabrescens är en måreväxtart som först beskrevs av Friedrich Ehrendorfer, och fick sitt nu gällande namn av Lauramay Tinsley Dempster och Friedrich Ehrendorfer. Galium glabrescens ingår i släktet måror, och familjen måreväxter.

## Underarter
Arten delas in i följande underarter:
- G. g. glabrescens
- G. g. harticum
- G. g. josephinense
- G. g. modocense